# Australien ved sommer-OL 2016
Australien deltog i Sommer-OL 2016 i Rio de Janeiro, Brasilien i perioden 5. august til 21. august 2016. 

## Medaljer
| 2016 Rio de Janeiro | Guld | Sølv | Broze | Total |
| Australien          | 8    | 11   | 10    | 29    |

### Medaljevindere
| Medalje           | Navn | Sport           | Event                        | Dato       |
| ----------------- | --- | --------------- | ---------------------------- | ---------- |
| Guld              | Mack Horton | Svømning        | Mændenes 400 m fri           | 6. august  |
| Guld              | Bronte Campbell Cate Campbell Brittany Elmslie Emma McKeon Madison Wilson* | Svømning        | Kvindernes 4x100 m fri       | 6. august  |
| Guld              | Catherine Skinner | Skydning        | Kvindernes trap              | 7. august  |
| Guld              | Australia women's national rugby sevens team\| Nicole Beck \| \| Shannon Parry \| \| \| \| Charlotte Caslick \| \| Evania Pelite \| \| \| \| Emilee Cherry \| \| Alicia Quirk \| \| \| \| Chloe Dalton \| \| Emma Tonegato \| \| \| \| Gemma Etheridge \| \| Amy Turner \| \| \| \| Ellia Green \| \| Sharni Williams \| \| \| | Syvmandsrugby   | Kvindernes turnering         | 8. august  |
| Guld              | Kyle Chalmers | Svømning        | Mændenes 100 m freestyle     | 10. august |
| Guld              | Kim Brennan | Roning          | Kvindernes singlesculler     | 13. august |
| Guld              | Tom Burton | Sejlsport       | Mændenes Laser               | 16. august |
| Guld              | Chloe Esposito | Moderne femkamp | Kvindernes konkurrence       | 19. august |
| Sølv              | Madeline Groves | Svømning        | Kvindernes 200 m butterfly   | 10. august |
| Sølv              | Jessica Ashwood* Bronte Barratt Tamsin Cook Emma McKeon Leah Neale | Svømning        | Kvindernes 4x200 m fri       | 10. august |
| Sølv              | Alexander Belonogoff Karsten Forsterling Cameron Girdlestone James McRae | Roning          | Mændenes dobbeltfirer        | 11. august |
| Sølv              | Mitch Larkin | Svømning        | Mændenes 200 m rygsvømning   | 11. august |
| Sølv              | Josh Booth Josh Dunkley-Smith Alexander Hill Will Lockwood | Roning          | Mændenes firer uden styrmand | 12. august |
| Sølv              | Jack Bobridge Alex Edmondson Michael Hepburn Sam Welsford | Cykling         | Mændenes holdforfølgelse     | 12. august |
| Sølv              | Cate Campbell Brittany Elmslie* Madeline Groves* Emma McKeon Taylor McKeown Emily Seebohm Madison Wilson* | Svømning        | Kvindernes 4x100 m medley    | 13. august |
| Sølv              | Jason Waterhouse Lisa Darmanin | Sejlsport       | Nacra 17                     | 16. august |
| Sølv              | Mathew Belcher William Ryan | Sejlsport       | 470, herrer                  | 18. august |
| Sølv              | Nathan Outteridge Iain Jensen | Sejlsport       | Herrerenes 49er              | 18. august |
| Sølv              | Jared Tallent | Atletik         | 50 km kapgang                | 19. august |
| Bronze            | Alec Potts Ryan Tyack Taylor Worth | Bueskydning     | Herrerhold                   | 6. august  |
| Bronze            | Maddison Keeney Anabelle Smith | Udspring        | 3m synkroniseret på vippe    | 7. august  |
| Bronze            | Matthew Abood* Kyle Chalmers James Magnussen James Roberts Cameron McEvoy | Svømning]       | 4×100 m fri, herrer          | 7. august  |
| Bronze            | Chris Burton Sam Griffiths Shane Rose Stuart Tinney | Ridesport       | Military, hold               | 9. august  |
| Bronze            | Emma McKeon | Svømning        | 200 m fri, damer             | 9. august  |
| Bronze            | Jessica Fox | Kano            | Slalom K-1, damer            | 11. august |
| Bronze            | Dane Bird-Smith | Atletik         | 20 km kapgang, herrer        | 12. august |
| Bronze            | Anna Meares | Cykling         | Keiren, damer                | 13. august |
| Bronze            | Kyle Chalmers Mitch Larkin Cameron McEvoy* David Morgan Jake Packard | Svømning        | 4×100 meter medley           | 13. august |
| Bronze            | Lachlan Tame Ken Wallace | Kano            | K-2 1000 m, mænd             | 18. august |
| Nicole Beck       | | Shannon Parry   |                              |            |
| Charlotte Caslick | | Evania Pelite   |                              |            |
| Emilee Cherry     | | Alicia Quirk    |                              |            |
| Chloe Dalton      | | Emma Tonegato   |                              |            |
| Gemma Etheridge   | | Amy Turner      |                              |            |
| Ellia Green       | | Sharni Williams |                              |            |

## Svømning

### Resultater
| Dato           | Disciplin       | H/D    | Udøver                                                                     | Indledende heat | Indledende heat | Semifinale          | Semifinale          | Finale              | Finale              |
| Dato           | Disciplin       | H/D    | Udøver                                                                     | Tid             | Placering       | Tid                 | Placering           | Tid                 | Placering           |
| -------------- | --------------- | ------ | -------------------------------------------------------------------------- | --------------- | --------------- | ------------------- | ------------------- | ------------------- | ------------------- |
| 6. august      | 400 m IM        | Herrer | Thomas Fraser-Holmes                                                       | 4:12,51         | 6 Q             | N/A                 | N/A                 | 4:11,90             | 6                   |
| 6. august      | 400 m IM        | Herrer | Travis Mahoney                                                             | 4:13,37         | 7 Q             | N/A                 | N/A                 | 4:15,48             | 7                   |
| 6. – 7. august | 100 m butterfly | Damer  | Emma McKeon                                                                | 57,33           | 9 Q             | 56,81               | 2 Q                 | 57,05               | 7                   |
| 6. august      | 100 m butterfly | Damer  | Madeline Groves                                                            | 58,17           | 17              | ude af konkurrencen | ude af konkurrencen | ude af konkurrencen | ude af konkurrencen |
| 6. august      | 400 m fri       | Herrer | Mack Horton                                                                | 3:43,84         | 2 Q             | N/A                 | N/A                 | 3:41,55             | Guld                |
| 6. august      | 400 m fri       | Herrer | David McKeon                                                               | 3:44,68         | 5 Q             | N/A                 | N/A                 | 3:45,28             | 7                   |
| 6. august      | 400 m IM        | Damer  | Keryn McMaster                                                             | 4:37,33         | =10             | N/A                 | N/A                 | ude af konkurrencen | ude af konkurrencen |
| 6. august      | 400 m IM        | Damer  | Blair Evans                                                                | 4:38,91         | 16              | N/A                 | N/A                 | ude af konkurrencen | ude af konkurrencen |
| 6. august      | 100 m bryst     | Herrer | Jake Packard                                                               | 59,26           | 6 Q             | 59,48               | 9                   | ude af konkurrencen | ude af konkurrencen |
| 6. august      | 100 m bryst     | Herrer | Joshua Palmer                                                              | 1:01,13         | =30             | ude af konkurrencen | ude af konkurrencen | ude af konkurrencen | ude af konkurrencen |
| 6. august      | 4x100 m fri     | Damer  | Emma McKeon Brittany Elmslie Bronte Campbell Cate Campbell Madison Wilson* | 3:32,39         | 1 Q             | N/A                 | N/A                 | 3:30,65 WR          | Guld                |

 • Svømmede i heats kun